# Etlingera rosamariae
Etlingera rosamariae là một loài thực vật có hoa trong họ Gừng. Loài này được A.D.Poulsen & Gobilik mô tả khoa học đầu tiên năm 2006.